# Шумский, Виталий Антонович
Виталий Антонович Шумский (1912—1986) — советский хозяйственный деятель, инженер-химик.
Родился в с. Лопатинское Курганского уезда Тобольской губернии.
Окончил Ивановский химико-технологический институт (1936). Работал на Ярославском сажевом заводе.
В послевоенные годы возглавлял Ярославский сажевый, Воронежский шинный заводы.
С 1956 г. работал в Барнауле. В 1956—1960 директор строящегося Барнаульского шинного завода. 3 марта 1960 г. утвержден директором строящегося Барнаульского резиноасбестового комбината в составе заводов: шинного, сажевого, шиноремонтного, резино-технических изделий, асбесто-технических изделий. Руководил комбинатом до 1966 г.
Сталинская премия 3-й степени (1950) — за разработку нового метода получения сажи.